# Luis Cubilla
Luis Cubilla Almeida (ur. 28 marca 1940 w Paysandú, zm. 3 marca 2013 w Asunción) – urugwajski piłkarz, trener. Brat Pedra Cubilli.
Cubilla należy do najwybitniejszych piłkarzy w dziejach piłki urugwajskiej, który zdobył 15 krajowych i międzynarodowych tytułów. Jest jedynym piłkarzem, który zdobył mistrzostwo Urugwaju w barwach trzech klubów - CA Peñarol, Nacionalu i Defensorze. Także jako trener okazał się jednym z najlepszych w Ameryce Południowej, sięgając po 17 klubowych tytułów na arenie krajowej i międzynarodowej.

## Kariera piłkarska
Noszący przydomek El Negro Cubilla zaczynał swoją karierę piłkarską w młodzieżowej drużynie Colón Paysandú. W 1957 roku przeszedł do CA Peñarol, z którym sięgnął po liczne sukcesy - 4 tytuły mistrza Urugwaju, dwukrotny triumf w Copa Libertadores oraz zwycięstwo w Pucharze Interkontynentalnym.
W 1962 został piłkarzem klubu FC Barcelona, z którym w 1963 zdobył Puchar Hiszpanii (Copa del Rey).
Do Ameryki Południowej Cubilla powrócił w 1964 roku i rozpoczął grę w argentyńskim klubie River Plate. W 1969 wrócił do Urugwaju, tym razem do klubu Club Nacional de Football, z którym zdobył cztery tytuły mistrzowskie oraz kolejny raz sięgnął po Copa Libertadores i Puchar Interkontynentalny.
W ostatnich latach swojej kariery Cubilla grał w Chile, w klubie Santiago Morning, skąd wrócił do Urugwaju, by grać w Defensor Sporting. Wraz z Defensorem zdobył mistrzostwo Urugwaju, przełamując monopol Peñarolu i Nacionalu.
W latach 1959–1974 Cubilla rozegrał w reprezentacji Urugwaju 38 meczów i zdobył 11 bramek. Trzykrotnie wystąpił w finałach mistrzostw świata - w 1962, 1970 i 1974.
W finałach mistrzostw świata w 1962 roku Urugwaj odpadł już w fazie grupowej, a Cubilla zagrał w dwóch meczach - z Kolumbią (zdobył bramkę) i z ZSRR. Był w kadrze „40” na finały mistrzostw świata w 1966 roku.
W mistrzostwach świata w 1970 roku Urugwaj zajął 4. miejsce. W turnieju tym Cubilla rozegrał pięć spotkań - z Izraelem, Włochami, ZSRR, Brazylią (zdobył bramkę) i z Niemcami.
W niemieckich mistrzostwach w 1974 roku Urugwaj odpadł w fazie grupowej. Cubilla zagrał w dwóch meczach - z Holandią i Szwecją.
Cubilla nigdy nie zagrał w turnieju Copa América.

## Kariera trenerska
Jako trener szczególnie dużo sukcesów zdobył z klubem Club Olimpia, zwyciężając w 7 międzynarodowych turniejach i zdobywając wiele tytułów mistrza Paragwaju. Trenował również takie kluby jak Newell’s Old Boys Rosario, Club Nacional de Football, CA Peñarol, Defensor Sporting, Danubio FC, Atlético Nacional, River Plate, Cerro Porteño i Club Libertad.
W lutym 2007 Cubilla podpisał kontrakt z ekwadorskim klubem Barcelona SC.

## Sukcesy

### Piłkarz
| Sezon | Klub         | Tytuł                     |
| ----- | ------------ | ------------------------- |
| 1958  | Peñarol      | Mistrz Urugwaju           |
| 1959  | Peñarol      | Mistrz Urugwaju           |
| 1960  | Peñarol      | Mistrz Urugwaju           |
| 1960  | Peñarol      | Copa Libertadores         |
| 1961  | Peñarol      | Mistrz Urugwaju           |
| 1961  | Peñarol      | Copa Libertadores         |
| 1961  | Peñarol      | Puchar Interkontynentalny |
| 1963  | FC Barcelona | Copa del Rey              |
| 1969  | Nacional     | Mistrz Urugwaju           |
| 1970  | Nacional     | Mistrz Urugwaju           |
| 1971  | Nacional     | Mistrz Urugwaju           |
| 1971  | Nacional     | Copa Libertadores         |
| 1971  | Nacional     | Puchar Interkontynentalny |
| 1972  | Nacional     | Mistrz Urugwaju           |
| 1976  | Defensor     | Mistrz Urugwaju           |

### Trener
| Sezon | Klub              | Tytuł                     |
| ----- | ----------------- | ------------------------- |
| 1979  | Olimpia           | Mistrz Paragwaju          |
| 1979  | Olimpia           | Copa Libertadores         |
| 1979  | Olimpia           | Copa Interamericana       |
| 1980  | Olimpia           | Puchar Interkontynentalny |
| 1981  | Peñarol           | Mistrz Urugwaju           |
| 1982  | Olimpia           | Mistrz Paragwaju          |
| 1983  | Atlético Nacional | Mistrz Kolumbii           |
| 1988  | Olimpia           | Mistrz Paragwaju          |
| 1989  | Olimpia           | Mistrz Paragwaju          |
| 1990  | Olimpia           | Mistrz Paragwaju          |
| 1990  | Olimpia           | Copa Libertadores         |
| 1990  | Olimpia           | Recopa Sudamericana       |
| 1995  | Olimpia           | Mistrz Paragwaju          |
| 1997  | Olimpia           | Mistrz Paragwaju          |
| 1998  | Olimpia           | Mistrz Paragwaju          |
| 1999  | Olimpia           | Mistrz Paragwaju          |
| 2003  | Olimpia           | Recopa Sudamericana       |